# Raymond Unwin

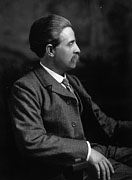
Raymond Unwin um 1900

Raymond Unwin (* 2. November 1863 in Oxford; † 2. Juni 1940 in Lyme, Connecticut) war ein englischer Architekt und Stadtplaner.
Nach seinem Studium in Oxford eröffnete er 1896 in Buxton mit Barry Parker ein Büro. Der Auftrag für die Gartenstadt Letchworth (1903), machte ihn zum ersten Architekten einer englischen Gartenstadt. 1907 folgte der Auftrag für Hampstead. 1911–1914 hatte er eine Professur für Stadtplanung an der Universität Birmingham, 1914 wurde er Vorsitzender der Städtebau-Inspektion London.

## Werke
- Grundlagen des Städtebaues : eine Anleitung zum Entwerfen städtebaulicher Anlagen. Berlin, 1922

## Bilder

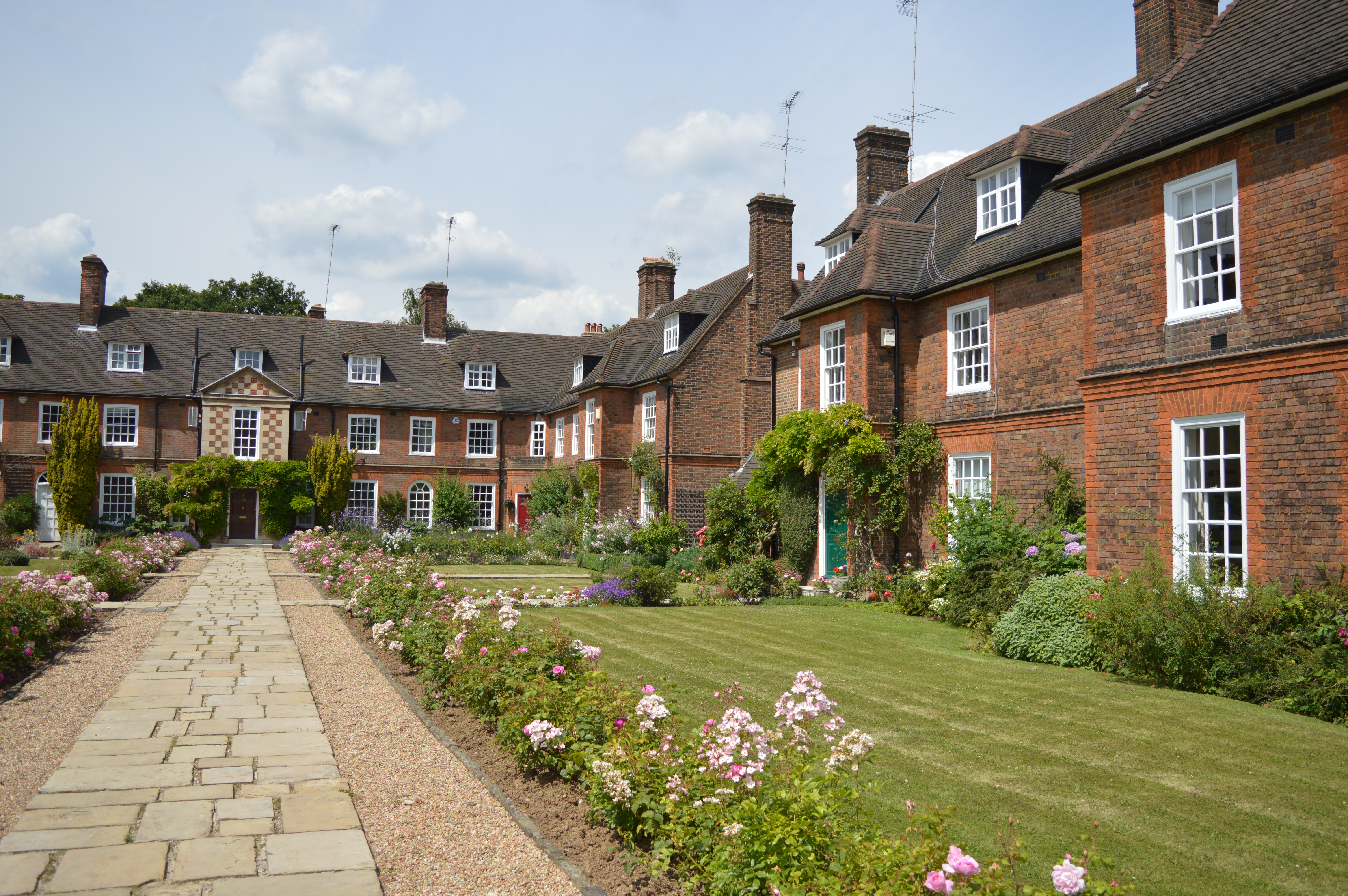
Wohnanlage der Hampstead Garden Suburb, London
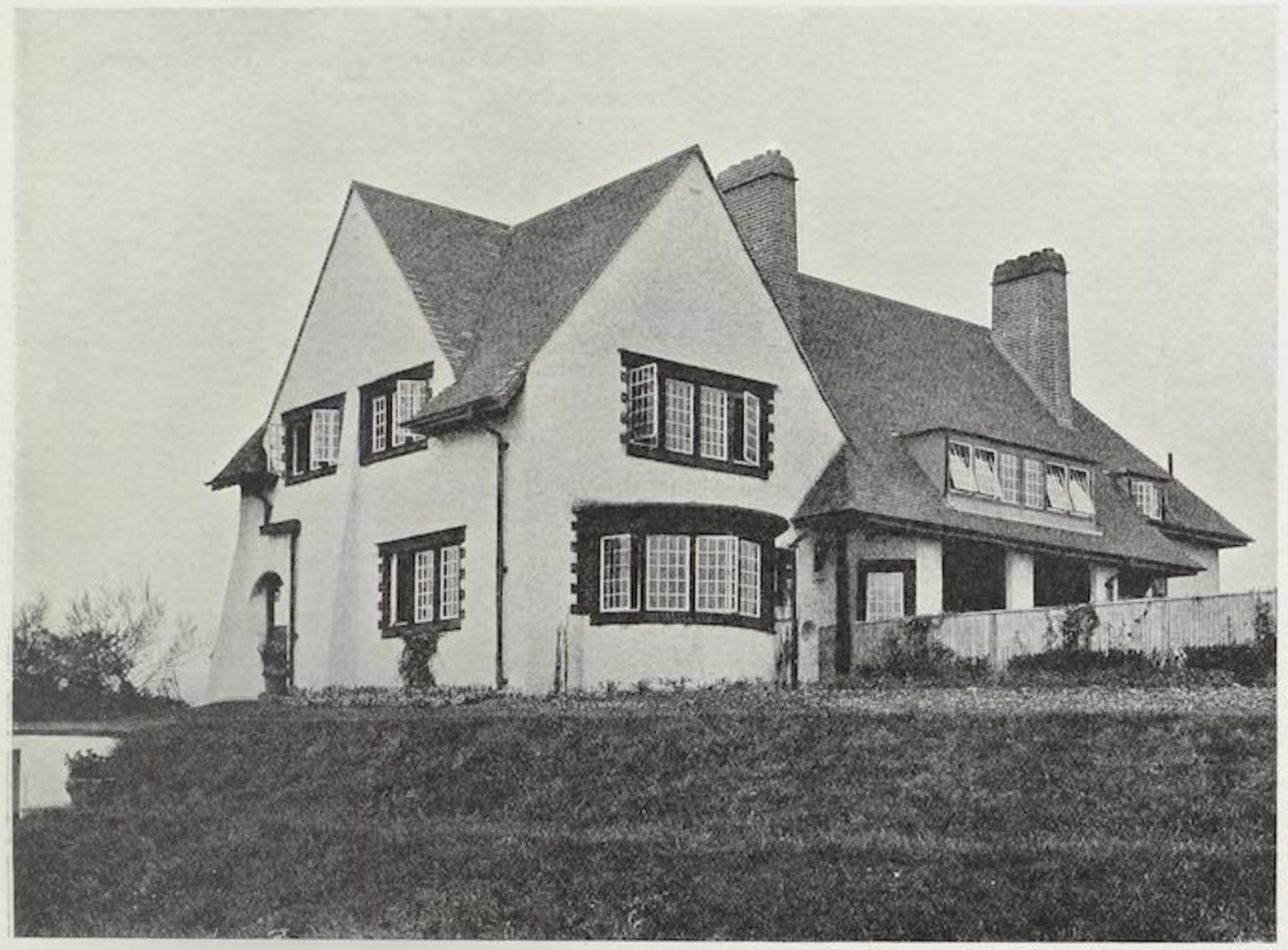
Haus in Caterham, Surrey (1910)
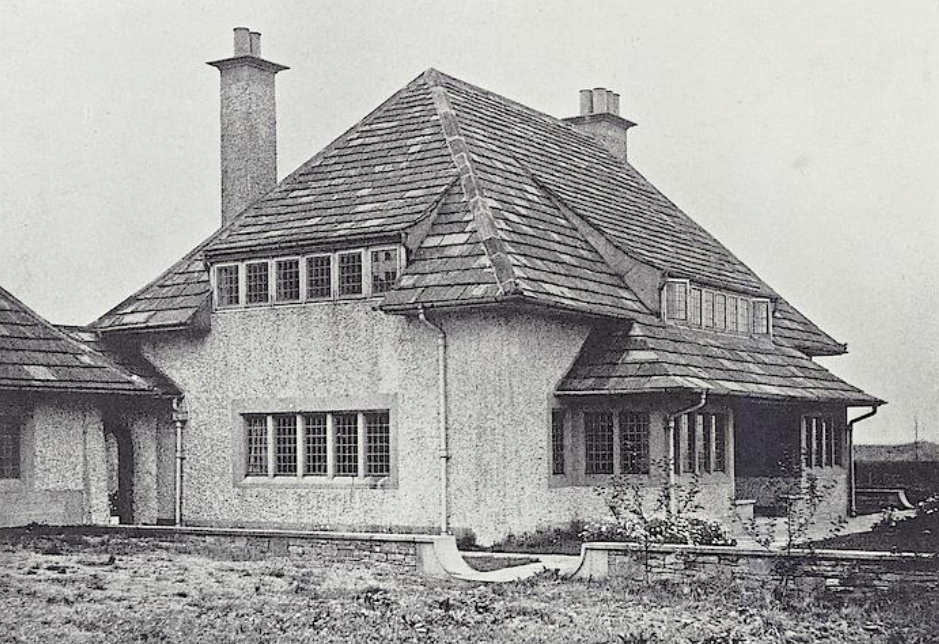
Haus bei Rochdale
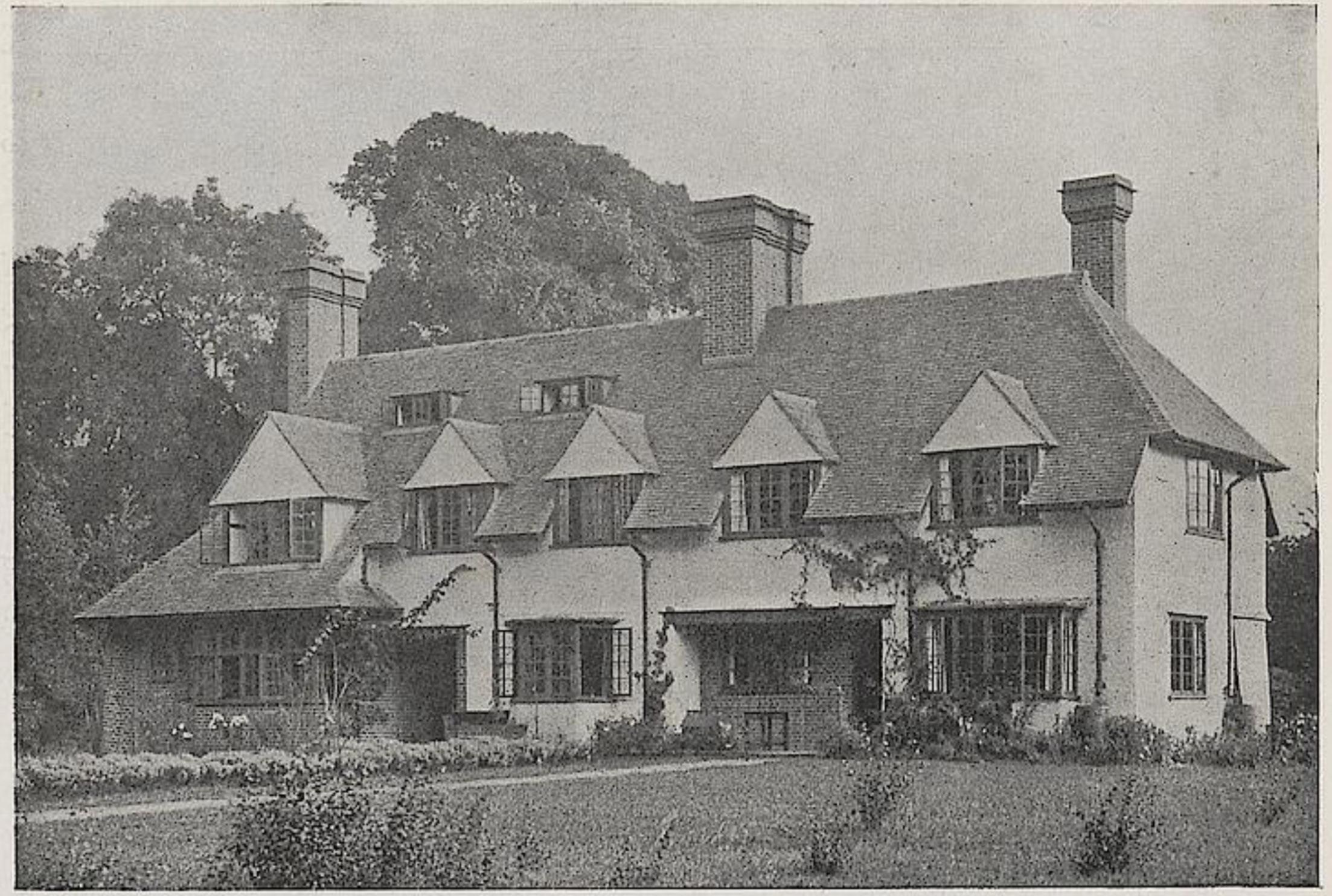
Mehrfamilienhaus in Letchworth (1908)